# Ulrik I. Žovneški
Ulrik I. Žovneški, svobodni plemič iz rodbine Žovneških in prednik Celjskih grofov, * neznano, † okoli 1256.
Bil je sin Konrada I. in brat Konrada II., Liutpolda III. in Gebharda III. Sam je bil poročen z Ano Sternberško s Koroške, z njo naj bi imel sina Ulrika II., umrl pa naj bi že leta 1256. Nekateri zgodovinarji v času med 1255 in 1314 ne vidijo obstoja dveh Ulrikov, ampak ga imajo za eno in isto osebo. Leta 1255 Gebharda III. najdemo kot zastopnika Žovneških, saj naj bi bili njegovi bratje še mladoletni. Potemtakem bi bil Ulrik II. v resnici istoveten z Ulrikom I. in naj bi bil sprva poročen Ano Sternberško, kasneje pa s Katarino Vovbrško. Ker je Ulrik II. kot gospod Lemberški sklenil dedno pogodbo z Liutpoldom Žovneškim, lahko sklepamo, da je tudi Ulrik I. (če gre za dve različni osebnosti) živel na gradu Lemberg. Možno je, da Ulrik I. predstavlja po imenu neznanega viteškega pesnika s priimkom Der von Sounegge, ki je sredi 13. stoletja pisal lirične pesmi.